# هنري جاي إف. ميلر
هنري جاي إف. ميلر (بالإنجليزية: Henry J. F. Miller)‏ هو ضابط أمريكي، ولد في 10 سبتمبر 1890 في Alloway Township, New Jersey ‏ في الولايات المتحدة، وتوفي في 7 يناير 1949 في سان أنطونيو في الولايات المتحدة.